# Scopula junctaria
Scopula junctaria är en fjärilsart som beskrevs av Walker 1861. Scopula junctaria ingår i släktet Scopula och familjen mätare. Inga underarter finns listade.

## Bildgalleri

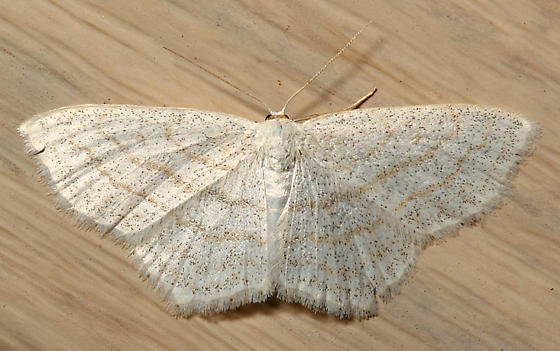